# Camden Council
Koordinaten: 34° 3′ S, 150° 42′ O

Camden Council ist ein lokales Verwaltungsgebiet (LGA) im australischen Bundesstaat New South Wales. Camden gehört zur Metropole Sydney, der Hauptstadt von New South Wales. Das Gebiet ist 201 km² groß und hat etwa 120.000 Einwohner.
Camden liegt etwa 52 km vom Stadtzentrum entfernt am südwestlichen Stadtrand von Sydney. Das Gebiet beinhaltet 26 Stadtteile: Bickley Vale, Camden, Camden South, Catherine Field, Cobbitty, Currans Hill, Elderslie, Ellis Lane, Gledswood Hills, Grasmere, Harrington Park, Kirkham, Narellan, Narellan Vale, Oran Park, Smeathon Grange, Spring Farm und Teile von Bringelly, Cawdor, Greednale, Gregory Hills, Leppington, Mount Annan, Rossmore, Theresa Park und Varroville. Der Verwaltungssitz des Councils befindet sich im Stadtteil Camden im Südwesten der LGA.

## Verwaltung
Der Camden Council hat neun Mitglieder, die von den Bewohnern der drei Wards gewählt werden (je drei aus North, Central und South Ward). Diese drei Bezirke sind unabhängig von den Stadtteilen festgelegt. Aus dem Kreis der Councillor rekrutiert sich auch der Mayor (Bürgermeister) des Councils.